# Фіалкова вулиця (Київ)
Фіа́лкова ву́лиця — вулиця в Голосіївському районі міста Києва, місцевість Пирогів (куток Яровці). Пролягає від Солов'їної вулиці до кінця забудови.

## Історія
Виникла в 1-й половині XX століття як вулиця без назви. Сучасна назва — з 1967 року.